# آخی خاتون
آخی خاتون (بنگالی: আঁখি খাতুন؛ زادهٔ ۱۸ ژوئن ۲۰۰۳) بازیکن فوتبال اهل بنگلادش است.

وی همچنین در تیم‌های ملی فوتبال Bangladesh women's national under-17 football team, Bangladesh women's national under-20 football team، و زنان بنگلادش بازی کرده‌است.